# Пьяникина, Александра Сергеевна
Алекса́ндра Серге́евна Пьяни́кина (12.9.1924, с. Щепкино (ныне Курской области), СССР — 20.7.2006) — телятница Ново-Варненского совхоза Варненского района Челябинской области, Герой Социалистического Труда (1966).

## Биография
Родилась в 1924 году в селе Щепкино ныне Курской области. По национальности русская.
Окончила неполную среднюю школу (7 классов). В 1940 году вместе с семьёй переехала в Варненский район, село Алакамыс.
С 1940 года в течение следующих 40 лет (до выхода на пенсию) работала телятницей в совхозе «Ново-Варненский» (в 1940—1943 годах — совхоз «Варненский»). За год выхаживала до 500 телят со среднесуточным привесом 750—800 граммов на одного телёнка.
Указом Президиума Верховного Совета СССР от 22 марта 1966 года «За достигнутые успехи в развитии животноводства, увеличении производства и заготовок мяса, молока, яиц, шерсти и другой продукции» Пьяникина Александра Сергеевна удостоена звания Героя Социалистического Труда с вручением ордена Ленина и золотой медали «Серп и Молот».
С 1979 года - персональный пенсионер союзного значения. В 1984 году вышла на заслуженный отдых. Вступила в КПСС в 1968 году.
Награждена орденом Ленина (22.03.1966), медалями, а также большой серебряной медалью ВДНХ СССР (1973). Дважды удостоена почётного звания «Лучшая телятница Челябинской области».
Проживала в Варненском районе. Умерла 20 июля 2006 года.